# Majcichov
Majcichov (in ungherese Majtény) è un comune della Slovacchia facente parte del distretto di Trnava, nella regione omonima.
Qui fu parroco dal 1863 alla morte nel 1870 il drammaturgo Ján Palárik, ricordato da un busto in bronzo, da un cippo in granito sulla sua tomba nel locale cimitero e da una sala memoriale, dal 2005 ospitata nella casa della cultura.